# Arkaism
Arkaism (av klassisk grekiska: ἀρχαϊκός, archaïkós, ”gammalmodigt”) avser inom lingvistiken äldre språkdrag som har försvunnit i språket i övrigt men som ännu förekommer i viss mån, exempelvis bevarade i vissa uttryck eller dialekter, alternativt som medvetet stilmedel, exempelvis symboliskt eller poetiskt med mera.
Motsatsen till arkaism är novation, vilket innebär att ett särdrag uppstår i ett avgränsat området utan att det förekommer i kringliggande dialekter eller språkområden.

## Svenska arkaismer

### Standardarkaismer
Ett exempel på en bevarad arkaism i svenska standardspråket är den bevarade dativformen fullo i uttrycket till fullo. Andra exempel är den äldre (singular maskulin) nominativändelsen -er (fornnordiska: -r, modern isländska: -ur) som än används i vissa adjektiv, exempelvis dummer (av dum) eller flera av dvärgnamnen i sagan om Snövit och de sju dvärgarna.
Bland gammalmodiga ord som används medvetet finns olika pluralformer till verb, exempelvis äro (plural av är) i frasen ”vi äro samlade” eller äga i frasen ”obehöriga äga ej tillträde” (som annars ska vara ”obehöriga äger ej tillträde”).

### Bygdemålsarkaismer
En vanlig form av arkaism är när en uttalsutveckling i standardspråket aldrig får fäste i en viss dialekt. Ett exempel är diftongerna au, ai och ei i fornnordiska ord som stæinn (”sten”) och auga (”öga”). I standardsvenskan har dessa diftonger försvunnit, men de finns bevarade i vissa dialekter, i bland annat älvdalskan i Dalarna samt Gotland, Jämtland och Finland, där uttalet bäin (”ben”), röu (/rö/, ”röd”) och höy (”hö”) förekommer.